# جیمز ال. بروکس
جیمز لارنس «جیم» بروکس (انگلیسی: James Lawrence "Jim" Brooks؛ زاده ۹ مهٔ ۱۹۴۰) فیلم‌نامه‌نویس، تهیه‌کننده و کارگردان اهل ایالات متحده آمریکا برنده جایزه اسکار است. وی از سال ۱۹۶۵ میلادی تاکنون مشغول فعالیت بوده‌است.

## فیلمشناسی
- بهتر از این نمی‌شه (۱۹۹۷)
- اخبار تلویزیون (۱۹۸۷ کارگردان تهیه‌کننده و نویسنده)
- جری مگوایر (۱۹۹۶ فقط همکار تهیه‌کننده)
- بزرگ (۱۹۸۸ فقط تهیه‌کننده)
- شرایط مهرورزی (۱۹۸۳)
- سیمپسون‌ها (۲۰۰۷ فقط تهیه‌کننده، انیمیشن)
- دی اندی گریفیت شو (۱۹۶۸ نویسنده)
- ساتردی نایت لایو (۱۹۷۶ بازیگر)